# Rottne landskommun
Rottne landskommun var en tidigare kommun i Kronobergs län.

## Administrativ historik
Den bildades som storkommun vid kommunreformen 1952 genom sammanläggning av de tidigare kommunerna Gårdsby, Söraby, Tjureda och Tolg. Den fick sitt namn efter tätorten Rottne.
Kommunen upphörde med utgången av år 1970, varefter dess område gick upp i Växjö kommun.
Kommunkoden var 0719.

### Kyrklig tillhörighet
I kyrkligt hänseende tillhörde kommunen församlingarna Gårdsby, Söraby, Tjureda och Tolg.

## Geografi
Rottne landskommun omfattade den 1 januari 1952 en areal av 318,68 km², varav 258,86 km² land.

### Tätorter i kommunen 1960
| Tätort   | Folkmängd |
| -------- | --------- |
| Rottne   | 624       |
| Sandsbro | 384       |
| Åbyfors  | 258       |

Tätortsgraden i kommunen var den 1 november 1960 32,6 procent.

## Politik

### Mandatfördelning i valen 1950–66
| 14 | 12 | 3 | 6 |

| 35 |

| 15 | 10 | 3 | 7 |

| 34 |

| 12 | 14 | 2 | 7 |

| 32 |

| 13 | 14 | 2 | 6 |

| 31 |

| 12 | 15 | 2 | 6 |

| 33 |